# ルーカス・エギバル
ルーカス・エギバル・ブレトン（スペイン語: Lucas Eguibar Bretón、1994年2月9日 - ）は、スペイン・サン・セバスティアン出身のスノーボード選手（スノーボードクロス）。

## 経歴
欧州カップでは2011-12シーズンに優勝した。2013年にはトルコのエルズルムで開催された世界ジュニア選手権で金メダルを獲得した。2013年3月9日にはスイスのアローザで開催されたワールドカップで初めて表彰台に上った。2014年1月12日にアンドラ公国のヴァルノルドで開催されたワールドカップでは初めて2位となった。2015年3月14日にスイスのヴェゾナで開催されたワールドカップでは初優勝した。スノーボード競技のワールドカップで優勝した初のスペイン人選手である。2014-15シーズンのワールドカップでは総合優勝（クリスタルグローブ）し、2015-16シーズンのワールドカップでは総合3位となった。
2014年にロシアのソチで開催されたソチオリンピックでは準決勝で転倒して旗門不通過で失格となった。2018年に韓国の平昌で開催された平昌オリンピックでは開会式でスペイン選手団の旗手を務めた。平昌オリンピックでは、準々決勝で途中棄権となり、全体順位は26位となった。

## ワールドカップでの表彰台

### 個人
| シーズン | 日付           | 場所               | 詳細               | 順位 |
| -------- | -------------- | ------------------ | ------------------ | ---- |
| 2012–13  | 2013年4月9日   | アローザ           | スノーボードクロス | 3位  |
| 2013–14  | 2014年1月12日  | ヴァルノルド       | スノーボードクロス | 2位  |
| 2014–15  | 2015年3月14日  | ヴェゾナ           | スノーボードクロス | 1位  |
| 2014–15  | 2015年3月15日  | ヴェゾナ           | スノーボードクロス | 2位  |
| 2015–16  | 2016年2月21日  | ミアス             | スノーボードクロス | 3位  |
| 2015–16  | 2016年3月6日   | ヴェゾナ           | スノーボードクロス | 1位  |
| 2015–16  | 2016年3月20日  | バケイラ＝ベレット | スノーボードクロス | 3位  |
| 2016–17  | 2017年2月11日  | フェルトベルク     | スノーボードクロス | 2位  |
| 2017–18  | 2017年12月13日 | ヴァル・トランス   | スノーボードクロス | 3位  |

### 団体
| シーズン | 日付           | 場所         | 詳細                   | 順位 |
| -------- | -------------- | ------------ | ---------------------- | ---- |
| 2016–17  | 2016年12月18日 | モンタフォン | スノーボードクロス団体 | 1位  |
| 2017–18  | 2017年12月17日 | モンタフォン | スノーボードクロス団体 | 1位  |

## オリンピックの結果
| シーズン | 日付          | 場所 | 詳細               | 順位 |
| -------- | ------------- | ---- | ------------------ | ---- |
| 2014     | 2014年2月18日 | ソチ | スノーボードクロス | 7位  |
| 2018     | 2018年2月15日 | 平昌 | スノーボードクロス | 26位 |